# 弗里代克-米斯泰克

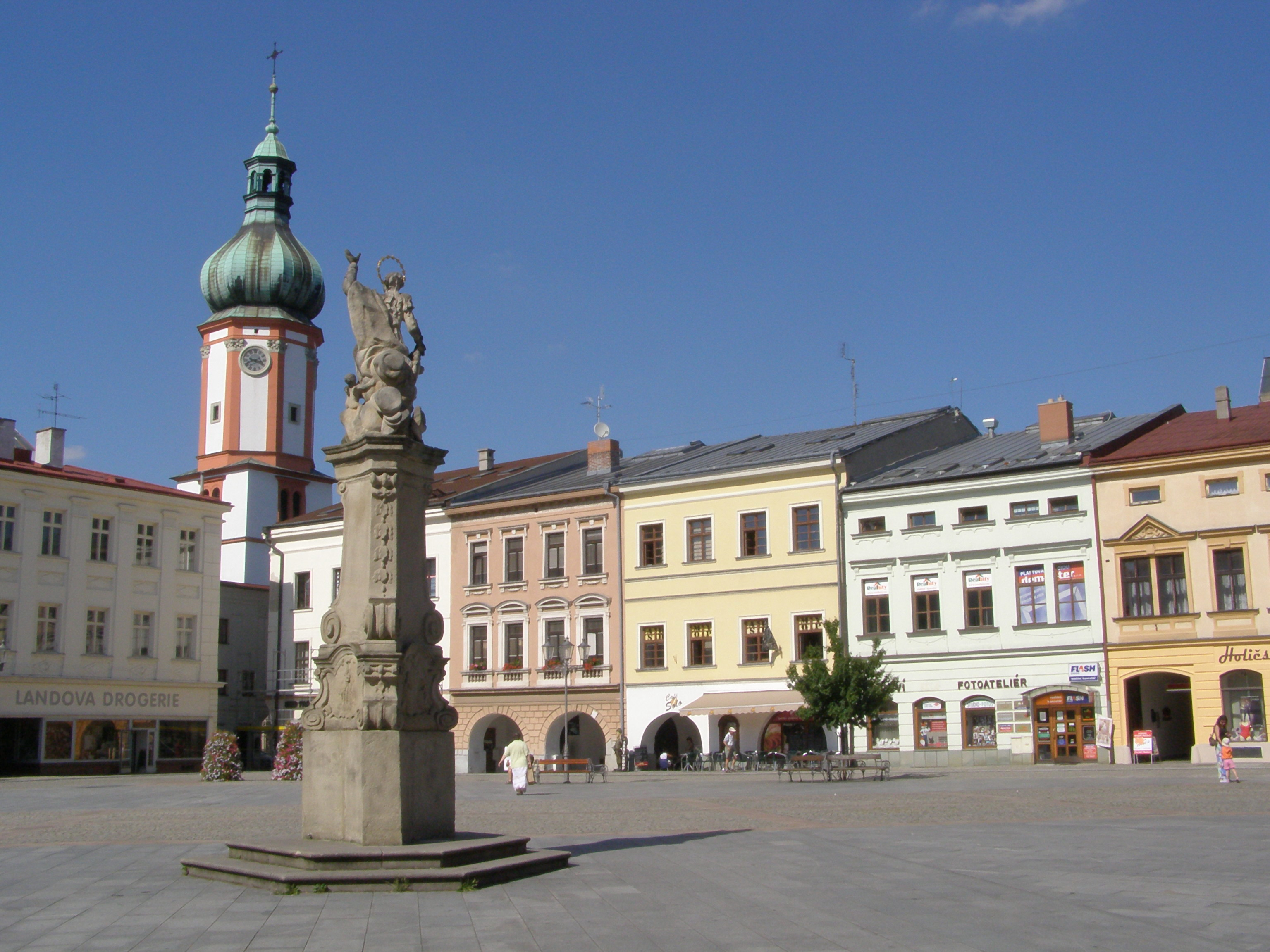

弗里代克-米斯泰克（捷克語：Frýdek-Místek）是位于捷克摩拉维亚-西里西亚州奧斯特拉维采河畔的一座城市，人口约6万（2006年）。
該城市由原先的弗里代克和米斯泰克合并而成。
49°41′17″N 18°21′13″E / 49.6881°N 18.3536°E